# 老人憩の家
老人憩の家（ろうじんいこいのいえ）は、市町村の地域において、老人に対し、教養の向上、レクリエーション等のための場を与え、もつて老人の心身の健康の増進を図ることを目的とする施設である。

## 概要
- 老人憩の家は市町村の地域において高齢者に対し教養の向上やレクリエーション等のための場を提供し、高齢者の心身の健康の増進を図ることを目的として1965年に厚生省社会局長が各都道府県知事に通知した「老人憩の家設置運営要綱」[1]に沿って市町村が設置する高齢者福祉の施設である。
- 高齢者福祉の施設ではあるが、老人福祉法で規定する老人福祉施設には該当しない。
- 2008年10月の時点で全国に3923ヶ所[2]設置されている。
- 2009年10月1日の時点で全国に2585ヶ所[3]設置されている。

## 施設の設置・運営
施設の設置・運営について「老人憩の家設置運営要綱」には主に下記のことが定められている。
- 老人憩の家は環境や高齢者の分布状況等の地理的条件等を考慮し、その社会的需要に応じた効率的な利用を確保できると認められる場所に設置する。
- 利用予定者数や事業内容等を考慮の上その延面積は495m2（150坪）の範囲内とする。
- 施設の構造は原則として平屋建とする。ただし、敷地等の制約で止むを得ず二階建とする場合には、避難用スロープ等を完備する必要がある。
- 施設の利用者は原則として60歳以上の者とし、利用料も原則無料とする。ただし、特別の設備を設け、これを利用する場合は必要な実費を徴収して差し支えない。
- 老人憩の家には必ず「老人憩の家」の表示をしなければならない。